# Erich Nitzschmann
Erich Nitzschmann (Danzica, 13 febbraio 1901 – Potsdam, 16 gennaio 1980) è stato un direttore della fotografia tedesco.

## Biografia
Nitzschmann iniziò la sua carriera cinematografica il 15 febbraio 1916 come apprendista presso la Decla-Bioscop, predecessore degli studi Babelsberg. Completò la formazione il 15 dicembre 1919 e lavorò come assistente operatore fino al 1º settembre 1920, per poi diventare secondo operatore fino al 1925. In questo periodo collaborò a importanti produzioni come Dr. Mabuse, der Spieler, Die Nibelungen, Metropolis e Der letzte Mann. In Der müde Tod di Fritz Lang fu responsabile delle riprese della sezione in stile medievale tedesco. 
Dal 1926 assunse ruoli da direttore della fotografia, ma non riuscì a imporsi stabilmente. Tra il 1930 e il 1941 lavorò nuovamente come assistente operatore per la Tobis Film, con l'eccezione del 1936, quando fu uno dei cameraman per Olympia di Leni Riefenstahl.
Nel settembre 1941 tornò a essere direttore della fotografia per la Tobis, fino a marzo 1944, quando fu arruolato come autista nella Luftwaffe. Catturato dagli americani, fu rilasciato nel luglio 1945. 
Dal 1946 lavorò per la DEFA, la compagnia cinematografica statale della Germania Est, contribuendo alla cine-settimana Der Augenzeuge. Il 25 maggio 1951 ricevette, insieme ad altri, il primo premio Heinrich Greif di prima classe. 
Negli anni successivi realizzò numerosi documentari in linea con l'ideologia statale, documentando congressi del SED, incontri giovanili, cerimonie ufficiali e manifestazioni di massa. Fino al 1960 girò oltre 25 film di questo tipo.
Successivamente tornò a lavorare come cameraman per la cine-settimana e fece parte del collettivo responsabile delle riprese presso il Consiglio di Stato della DDR. Nel 1965 lasciò la DEFA per motivi di salute.

## Filmografia selezionata
- 1921 – Destino (Der müde Tod)
- 1925 – Zur Chronik von Grieshuus
- 1926 – Der Student von Prag
- 1929 – Ihr dunkler Punkt
- 1938 – Olympia: Teil I – Fest der Völker (Olympia: Part One – Festival of the Nations)
- 1938 – Olympia: Teil II – Fest der Schönheit (Olympia: Part Two – Festival of Beauty)
- 1942 – Meine Freundin Josefine
- 1943 – Lache Bajazzo
- 1951 – Wilhelm Pieck – Das Leben unseres Präsidenten
- 1953 – Das Lied der Ströme (Song of the Rivers)
- 1954 – Ludwig van Beethoven
- 1959 – Interview mit Berlin

## Riconoscimenti
- 1951 – Premio Heinrich Greif di prima classe per il lavoro svolto nella cine-settimana Der Augenzeuge.